# 김병로 (1943년)
김병로(1943년 11월 21일 ~ 2018년 2월 17일)는 대한민국의 정치인이다. 제24·25·26대 진해시장을 역임했다.

## 학력
- 경화국민학교 (졸업)
- 진해중학교 (졸업)
- 경남상업고등학교 (졸업)
- 경희대학교 정경대학 (상학과 / 학사)

## 역대 선거 결과
|  | 19.28% |

|  | 0% |

|  | 38.36% |

|  | 62.09% |

|  | 55.87% |

|  | 35.26% |